# بلوندي (كلبة هتلر)

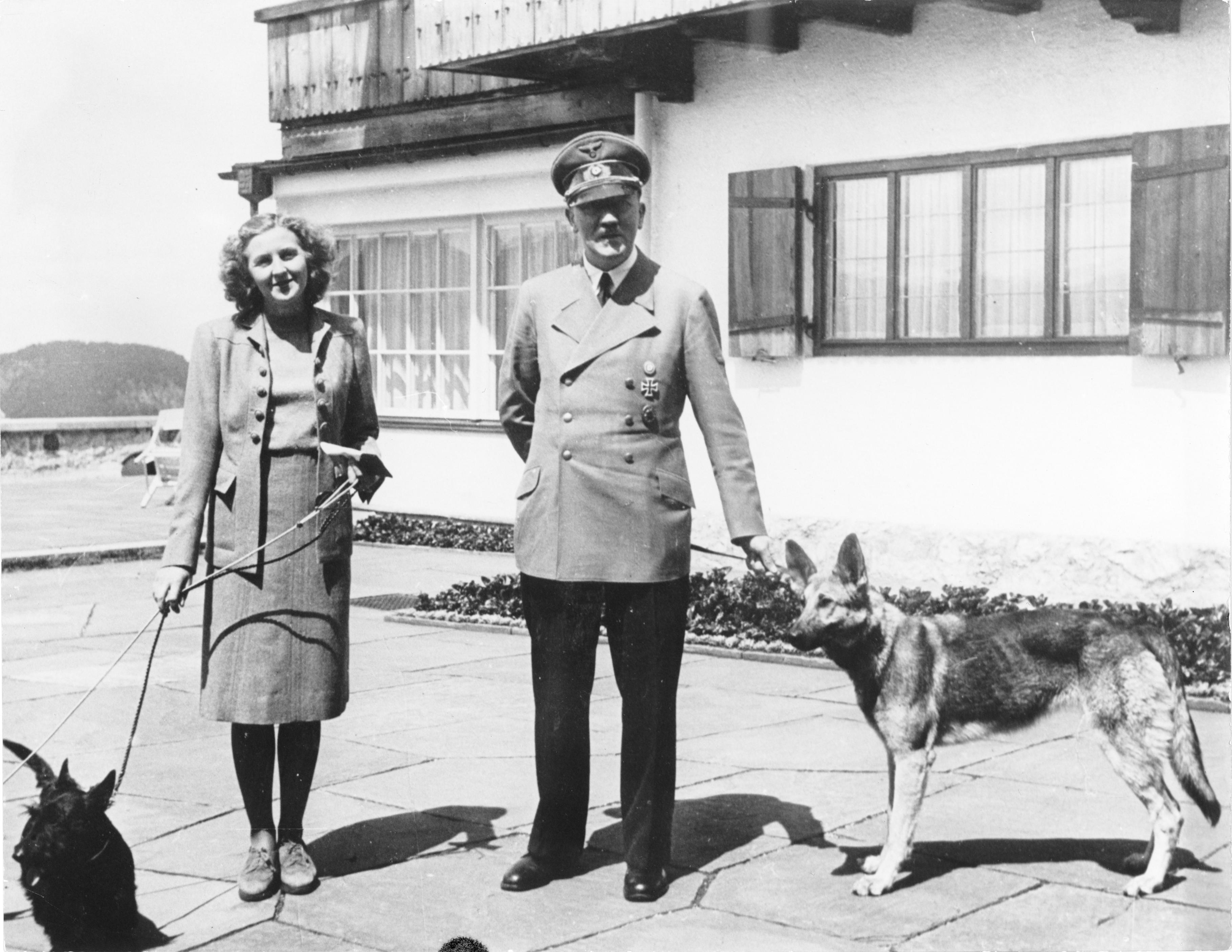
إيفا براون وأدولف هتلر مع بلوندي

بلوندي (1934 - 29 أبريل 1945) كانت كلبة هتلر التي أُعطيت له كهدية من مارتن بورمان عام 1941. وبقيت بلوندي مع هتلر حتى بعد انتقاله لقبوه تحت الأرض في يناير 1945 خلال معركة برلين. وفي أبريل 1945، ولدت خمسة كلاب صغيرة من كلب غيردي تروست الذكر هاراس. وسمي هتلر أحدهم «وولف» كنية هتلر المفضلة ومعنى اسمه الأول أدولف أي الذئب.
وكان هتلر يحب كلبته بلوندي كثيراً، وكان يبقيها بجانبه ويسمح لها بالنوم في غرفته في القبو. وعلى عكس هتلر، فقد كانت رفيقته إيفا براون تكره بلوندي وكانت تركلها كثيراً على حسب كلام سكيرتيرة هتلر تراودل يونغه.
وكان هتلر قد أُعطى كلب من نفس فصيلة بلوندي من قبل - الراعي الألماني - عام 1921 - خلال أيام فقره ولكنه أضطر إلى ترك الكلب في مكان مخصص لتربية الكلاب، ولكن الكلب تمكن من الهرب والرجوع إليه. مما أثار إعجاب هتلر بهذه الفصيلة التي تتسم بالإخلاص والطاعة.

## دورها فيالدعاية النازية
دعم الحزب الاشتراكي الألماني تربية الحيوانات واعتبرها سمة أساسية من سمات الدولة. وكانت الدعاية النازية تحرص على تقديم هتلر للجمهور كمحب للحيوانات خصوصاً كلبته بلوندي. وكانت صورهما تنشر في الكتب وتُطبع على البطاقات البريدية. وكانت منظمات رعاية الحيوانات تلقى دعماً إعلامياً كبيراً في القرن التاسع عشر فعلى سبيل المثال عُرف عن ريتشارد فاغنر - المؤلف الموسيقي والكاتب المسرحي - قوله أنا لا يريد أن يعيش في عالم «يكره أن يعيش فيه أي كلب».

## موت بلوندي
أمر هتلر قبل انتحاره يوم 29 أبريل 1945 طبيبه فارنر هاسه باختبار فاعلية كبسولات السيانيد على بلوندي، فقتلت الكبسولات بلوندي. وطبقاً لتقرير سوفيتي استند إلى أقوال شهود عيان، فأن راعي كلبة هتلر، العريف فريتز تورنوف، أخذ كلاب بلوندي الصغار من بين أيدي أولاد غوبلز الذين كانوا يلهون معهم ثم أطلق عليهم النار في حديقة القبو. ثم قتل كلبي إيفا براون ومعهما كلبه الخاص بحقن سامة. وقالت إيرنا فليغيل ممرضة هتلر أن نفوق بلوندي أحزن قاطني القبو أكثر مما أحزنهم انتحار إيفا براون.
وعلق أحد الجنود الصغار من منظمة شباب هتلر الذي كان شاهداً عيان على أيام هتلر الأخيرة واسمه أرمين ليمان:
| بلوندي (كلبة هتلر) | في عصر ذلك اليوم استدعى هتلر البروفيسور فارنر هاسه من مستشفى الطوارئ إلى القبو للتحضير لطريقة انتحاره. فهتلر فقد ثقته في وحدات النخبة النازية وأراد التأكد من أن كبسولات السم التي أحضرها له الدكتور لودفيغ ستومبفيغير فعالة. وكان حيوان التجارب الذي ستختبر كبسولات السم عليه هو كلبته الحبيبة بلوندي. وقاد العريف فريتز تورنوف بلوندي إلى الحمامات أمام حجرة الانتظار بجوار السلم الذي يقود للدور العلوي. وفي الداخل، فتح فريتز فم بلوندي رغماً عنها وسحق الكبسولات بكماشة بينما كان يراقبه الدكتور هاسه. فسقطت بلوندي على الأرض في الحال ولم تحرك ساكناً. وكان تورنوف بادي الحزن ولم يتحمل هتلر النظر إلى هذا المشهد. ولكنه دخل إلى الغرفة بعد ذلك بقليل لمشاهدة نتيجة عمل الكبسولات بنفسه ثم غادر بدون أن ينبس ببنت شفة. وحزن تورنوف أكثر عندما كُلف بإطلاق النار على كلاب بلوندي الأربعة الصغار. وأنزعج أولاد غوبلز عندما انتزعت منهم ألعابهم الصغيرة التي كانوا يمرحون معها. وأخذهم تورنوف إلى حديقة مبنى المستشارية حيث قتلوا مع الكثير من الكلاب الصغيرة التي كانت في القبو. وفيما بعد شكر هتلر الطاقم الطبي في الدور السفلي للقبو وطبقاً لمذكرات البروفيسور شنيك فأن أحد الممرضات أصبحت هستيرية. | بلوندي (كلبة هتلر) |